# Magdalena Abakanowicz
Marta Magdalena Abakanowicz-Kosmowska (Falenty, 20 de junho de 1930 – Varsóvia, 20 de abril de 2017) foi uma artista plástica polonesa. Foi uma das principais representantes da escola polonesa de tapeçaria, incorpora elementos oriundos das correntes estéticas em voga.